# Realisme socialista
El Realisme Socialista o Soviètic és un estil de realisme, desenvolupat sota el socialisme a la Unió Soviètica i que arribà a ser l'estil dominant en altres països comunistes. El realisme socialista és un estil teleològicament orientat amb el propòsit d'enaltir els objectius del socialisme i del comunisme. Tot i que relacionat, no s'ha de confondre amb el realisme social, un tipus d'art que descriu de manera realista objectes de preocupació social. A diferència del realisme social, el realisme socialista sovint glorifica els papers dels pobres. Tampoc es pot assimilar a la crítica literària marxista encara que aquesta va sorgir com a reflexió teòrica en paral·lel a aquest estil.

## Arrels
Les tendències inicials cap al realisme socialista daten de mitjans del segle XIX. S'inclouen la literatura revolucionària a la Gran Bretanya, la poesia del moviment cartista, Alemanya (Herwegh, Freiligrath i G. Weerth) i França (la literatura de la Comuna de París i la "Internationale" de Pottier). El realisme socialista va emergir com a mètode literari a inicis del segle XX a Rússia, especialment amb el treball de Gorky. També es feia aparent amb els treballs d'escriptors com Kotsiubinski, Rainis, Akopian i Edvoixvili. A partir de Gorki, els escriptors de diferents països combinaren la descripció realista de la vida amb l'expressió del punt de vista socialista. Entre aquests s'incloïen a Barbusse, Martin Andersen Nexø i a John Reed.
L'aspecte polític del realisme socialista va ser, en alguns aspectes, una continuació de la política estatal pre-soviètica. La censura i les diverses temptatives de controlar el contingut de l'art no començà amb els soviètics, sinó que era un fet d'una llarga tradició a Rússia. El govern tsarista comprenia l'efecte potencialment revolucionari de l'art, i exigia que tots els llibres fossin aprovats pels censors. Els escriptors i artistes russos del segle XIX van aprendre a ser destres per tal d'evitar la censura i manifestar les seves opinions. Els censors soviètics, però, no van ser tan fàcilment eludibles.
El realisme socialista tenia les seves arrels en el neoclassicisme i en les tradicions realistes de la literatura russa del segle XIX, que descrivien la vida de la gent senzilla. Això queda exemplificat en la filosofia estètica de Maxim Gorki. El treball dels Peredvijniki (els vagabunds, un moviment realista rus de finals del XIX i inicis del XX) Jacques-Louis David i Ilïa Rèpin van representar notables influències.
El Realisme Socialista va ser un producte del sistema soviètic. Mentre que en les societats de mercat els artistes professionals es guanyen la vida venent la seva obra, o mitjançant els encàrrecs d'individus rics o institucions com l'Església, a la societat soviètica el mercat com a tal quedà suprimit, gairebé no hi havia ningú capaç d'exercir de mecenes de les arts i només hi havia una única institució: el mateix estat. Els artistes havien passat a ser treballadors de l'estat, i com a tals era l'estat qui marcava els paràmetres dins dels quals havien de desenvolupar la seva obra. El que s'esperava de l'artista era que estigués formalment qualificat i que arribés a uns mínims de competència. Això comportà que, un cop assolit aquest nivell bàsic de competència, no hi havia cap incentiu per destacar, resultant una visió simplista i deformada semblant a l'existent en altres esferes de la societat soviètica. L'Estat, després del Congrés de 1934, donà 4 regles pel que seria conegut com el "Realisme Socialista".
El treball hauria de ser:
1. Proletari: una tècnica que els treballadors poguessin comprendre
2. Típic: escenes de la vida diària de la gent
3. Realista: en el sentit representatiu
4. Partisà: que donés suport als objectius de l'Estat i del Partit.

Tot i això, molts dels treballs que glorificaven a Ióssif Stalin i a altres líders no complien gaire amb aquests ideals i l'acusació que l'art havia de ser comprensible a tothom negava la noció occidental de l'avant garde (malgrat que els bolxevics es qualificaven a si mateixos com l'avantguarda política) i no recolzaven les aproximacions experimentals. El realisme assolit era tècnicament molt bo i semblant al de molts treballs occidentals emprats en les il·lustracions de llibres i revistes, més que en el Gran Art. La qualitat partisana tendia a atreure més la crítica, car predominava l'exclusió dels principis, de manera que les pintures dels camperols celebrant les collites no eren reals ni representaven la realitat dels que representaven, especialment durant la Fam d'Ucraïna.

## Característiques

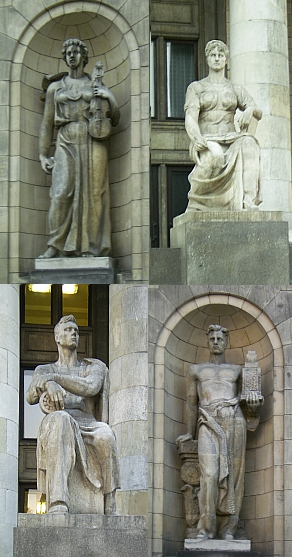
Al·legories que envolten el Palau de Ciència i Cultura de Varsòvia.

El realisme socialista vol glorificar la lluita del proletariat pel progrés socialista. Els estatuts del Sindicat d'Escriptors Soviètics de 1934 afirmaven que el realisme socialista
| « | és el mètode bàsic de la literatura soviètica i la crítica literària. Demanda a l'artista la representació històricament concreta de la realitat en el seu desenvolupament revolucionari. Més que això, la concreció de la veracitat històrica de la realitat ha d'estar enllaçada amb la tasca de la transformació ideològica i l'educació dels treballadors en l'esperit del socialisme. | » |
| — Pàgina 148, Sobre el Realisme Socialista, d'Andrei Siniavski, escrit com a Abram Tertz, ISBN 0-520-04677-3 | |   |

El seu propòsit era elevar el treballador comú, ja fos un camperol o un obrer, presentant la seva vida i el seu treball com a quelcom admirable. En altres mots, el seu objectiu era educar la gent en els objectius i significat del comunisme. L'objectiu final era crear el que Lenin anomenà "un nou tipus completament nou d'ésser humà: el Nou Home Soviètic. Stalin va descriure els practicants del realisme socialista com a "enginyers d'ànimes".

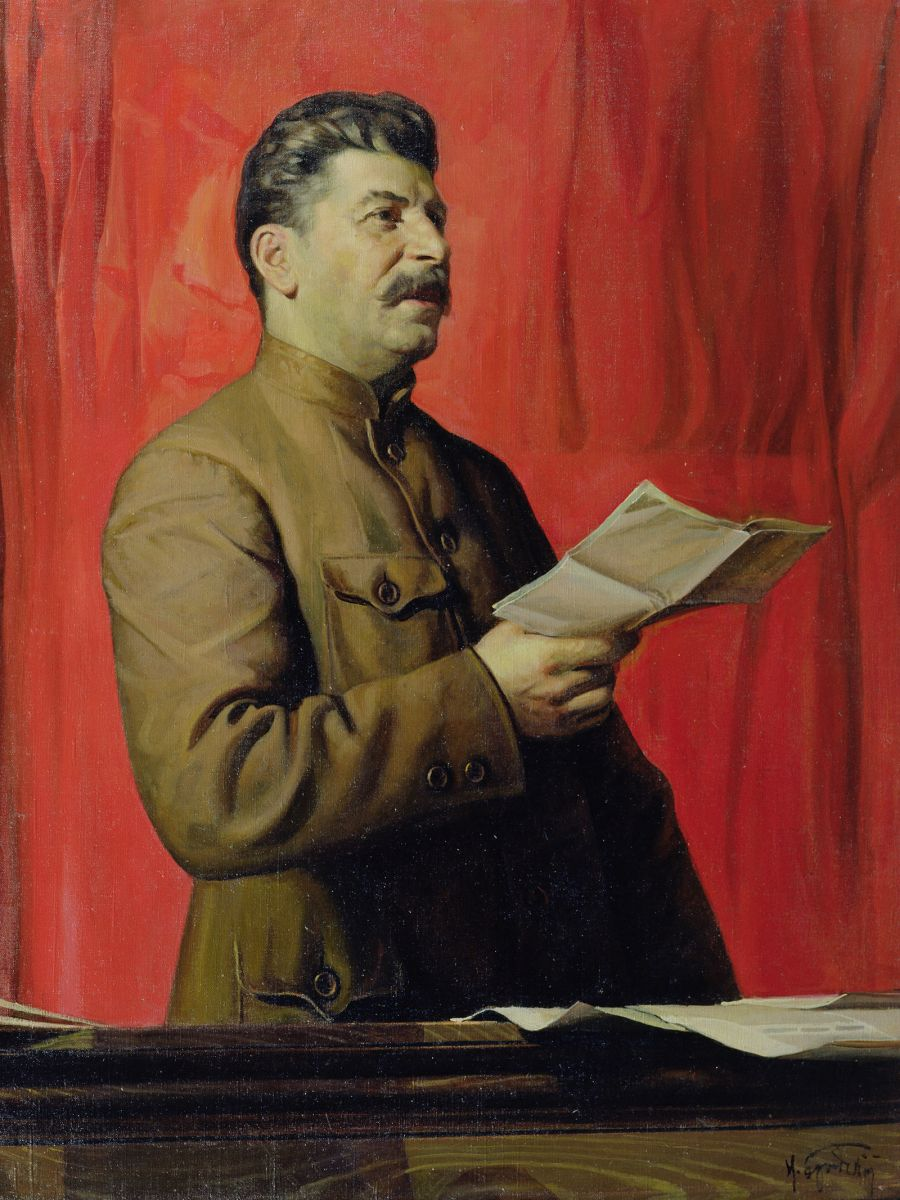
Stalin, per Issaak Brodski.

La part "realista" és important. L'art soviètic d'aquesta època descrivia el treballador com realment era, portant les seves eines. En cert sentit, el moviment seguia el curs de l'art europeu i americà, on l'home de cada dia esdevenia el subjecte de les novel·les, la poesia, el teatre i l'art en general. El proletariat era el centre dels ideals comunistes; i la seva vida esdevenia quelcom per a l'estudi. Això era un canvi enorme respecte a l'art aristocràtic produït durant els segles anteriors a la Rússia Tsarista, però tenia molt en comú amb la moda de finals del segle xix per descriure la vida social de la gent comú. A la pràctica, això suposava descripcions realistiques dels objectes, comprensibles per la gent ordinària; un teatre no podia usar una caixa per representar una cadira. L'artista no podia, això no obstant, retratar la vida tal com la veia, car tot el que es veia malament del comunisme calia que fos omès, i la gent no era simplement bona o dolenta.
En comparació a l'eclèctica varietat de l'art occidental del segle xx, el realisme socialista sovint resultà en una gamma bastant suau i predictible de productes artístics (els crítics occidentals descrivien els principis del realisme socialista com "noia troba tractor"). Els pintors podien descriure pagesos i treballadors feliços i musculats a les fàbriques i a les granges col·lectives; i durant l'estalinisme produïren nombrosos retrats heroics del dictadors per servir al seu culte a la personalitat. Els paisatges agrícoles i industrials eren motius populars, on es glorificaven els èxits de l'economia soviètica. S'esperava dels novel·listes que produïssin històries edificants i consistents amb la doctrina marxista del materialisme dialèctic. Els compositors havien de produir una música viva que mostrés la vida i la lluita del proletariat. S'ha argumentat que aquesta representació merament fotogràfica dels fets era naturalisme, mentre que el realisme socialista es distingia per la voluntat i propòsit d'una part de l'artista, i el seu reconeixement d'aquests fets com a part d'una visió del conjunt. Fins i tot els diaristes intentaven omplir les seves ressenyes en narracions orientades.
El realisme socialista a més demanava una total adhesió a la doctrina del Partit, i sovint va ser criticat pel detriment a la creació de la veritat, per ser un art sense restriccions o ser poc més que un mitjà per censurar l'expressió artística. Vsevolod Kotxetov és un dels típics representants que aplicà totes aquestes doctrines fins i tot durant les dècades de 1960 i inicis dels 70. Czesław Miłosz, en la seva introducció a "Sobre el Realisme Socialista" de Siniavski, descriu la producció del realisme socialista con inferior, atribuint-ho a la visió limitada permesa per l'Estat als creatius.
No tots els marxistes acceptaren la necessitat del realisme socialista (els punts de vista de Marx, Engels i Trotski sobre l'art i la cultura eren molt liberals i van oposar-se al propagandisme del realisme socialista). El seu establiment com a doctrina estatal durant la dècada de 1930 té més a veure amb una política del Partit Comunista de la Unió Soviètica que no pas amb els imperatius clàssics marxistes. L'assagista hongarès Georg Lukács criticà la rigidesa del realisme socialista, proposant el seu propi "realisme crític" com a alternativa. Però malgrat això, les veus crítiques van ser una raresa fins a la dècada de 1980.

## Treballs i artistes notables

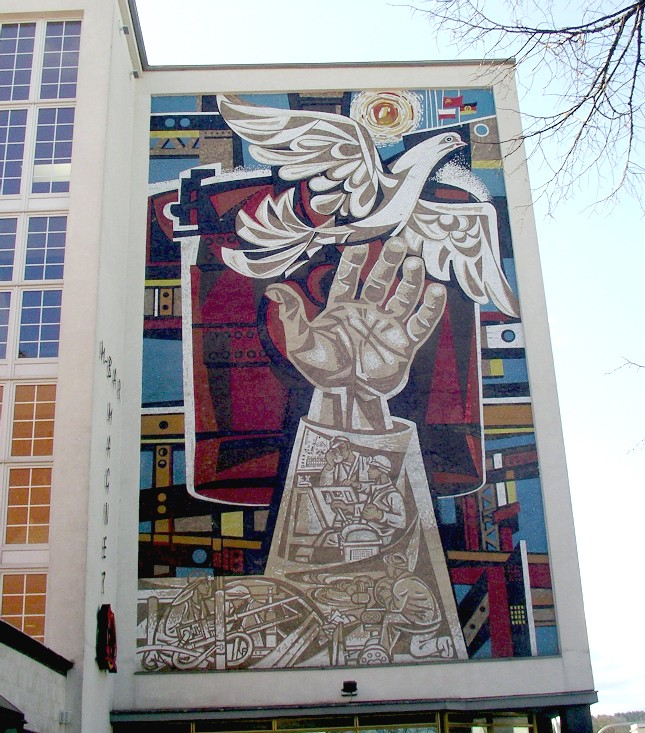
Mosaic de Walter Womacka a Eisenhüttenstadt

La novel·la Mare de Maxim Gorki és habitualment considerada com la primera novel·la de realisme socialista. Gorki va ser un factor molt important en el veloç creixement de l'escola, i el seu pamflet Sobre el realisme socialista establia essencialment les necessitats de l'art soviètic. D'altres treballs importants dins del camp de la literatura inclouen Ciment de Fiodor Gladkov (1925), Com fou temperat l'acer de Nikolai Ostrovski i l'èpica en quatre volums de Mikhaïl Xólokhov, El Don de plàcides aigües (1928-1940).
Martin Andersen Nexø desenvolupà el realisme socialista de la seva manera. El seu mètode creatiu es caracteritzà per una combinació de passió publicista, una visió crítica de la societat capitalista, i un ferm esforç per portar la realitat d'acord amb els ideals socialistes. La novel·la Pelle, el Conqueridor és considerada com un clàssic del realisme socialista. La novel·la, Ditte, filla d'home té com a heroïna una dona de classe treballadora. Nexø lluità contra els enemics del socialisme als llibres Dos Mons i Mans Fora!.
Les novel·les de Louis Aragon, com El món real descriuen la classe treballadora com la força creixent de la nació. Publicà dos llibres de prosa documental, L'home comunista. A la col·lecció de poemes De nou un ganivet al cor, Aragon critica la penetració de l'imperialisme americà a Europa. La novel·la La Setmana Santa descriu el camí de l'artista cap al poble contra un ample rerefons social i històric.
Hanns Eisler compongué moltes cançons, marxes i balades pels treballadors basant-se en els tòpics polítics habituals, com "Cançó de la Solidaritat", "Cançó del Front Unit" i "El Comitern". Va ser el fundador d'un nou estil de cançó revolucionària per a les masses. També compongué treballs de llarg format com el "Rèquiem per a Lenin". Entre els treballs més importants d'Eisler estan les cantates "Simfonia Alemanya", "Serenata de l'Edat" i "Cançó de la Pau". Eisler combinà les característiques de les cançons revolucionàries amb una expressió variada. La seva música simfònica és coneguda per la seva orquestració complexa i subtil.
Paral·lelament a l'alçament del moviment dels treballadors va desenvolupar-se la cançó revolucionària, interpretada a les manifestacions i trobades. Entre les més famoses trobem "La Internacional" i "Warszawianka". Entre les cançons notables russes trobem "Valentia, camarades en el pas", "La Marsellesa dels Treballadors" o "Ràbia, tirans!". Les cançons populars i revolucionàries influenciaren les cançons de masses russes. Les cançons de masses esdevingueren tot un gènere de primer ordre dins de la música soviètica, especialment durant la dècada de 1930 i durant la guerra. Les cançons de masses influenciaren altres gèneres, incloent la cançó artística, l'òpera i la música per al cinema. Entre les cançons més populars trobem la "Cançó de la Pàtria" de Dunaievski, "Katiuixa" de Blanter, l'Himne de la Joventut Democràtica del Món de Novikov o Guerra Sagrada d'Aleksandrov.
A inicis de la dècada de 1930, els cineastes soviètics aplicaren el realisme socialista al seu treball. Entre les pel·lícules notables d'aquella època estan Chapaev, que mostra el paper de la gent en el procés de transformació de la història. El tema de la història revolucionària es mostrà en pel·lícules La joventut de Maxim, de Grigori Kozintsev i Leonid Trauberg, i Ixtxors de Dovjenko, o "Som de Kronstadt" de Dzigan. La formació del nou home sota el socialisme era un dels temes de les pel·lícules com "Una vida comença" de N. Ekk, "Ivan" de Dovjenko, i "Valeri Txkàlov" de M. Kalatozov. Algunes pel·lícules descrivien la part dels pobles de la Unió Soviètica contra els invasors estrangers, com "Alexandr Nevski" d'Eisenstein, "Minin i Pojarski" de Pudvokin i "Bogdan Khmelnitski" de Savtxenko. Els polítics soviètics eren també objecte del cinema, com la trilogia de pel·lícules sobre Lenin realitzada per Iutkevitx.
Durant les dècades de 1940 i 1950 el realisme socialista també s'aplicà al cinema hindi. Entre els seus seguidors s'inclou Neecha Nagar (1946), de Chetan Anand, que guanyà la Palma d'Or al Primer Festival de Cinema de Canes i Two Acres of Land (1953), de Bimal Roy, que guanyà el Premi Internacional al Setè Festival.
El pintor Aleksandr Deineka ofereix un notable exemple per les seves escenes patriòtiques i expressionistes de la Segona Guerra Mundial, les granges col·lectives i els esports. Iuri Pimenov, Boris Ioganson i Geli Korzev també han estat descrits com a "mestres no apreciats del realisme del segle XX". Un altre practicant ben conegut va ser Fiodor Pavlovitx Rexetnikov.

## A la Unió Soviètica

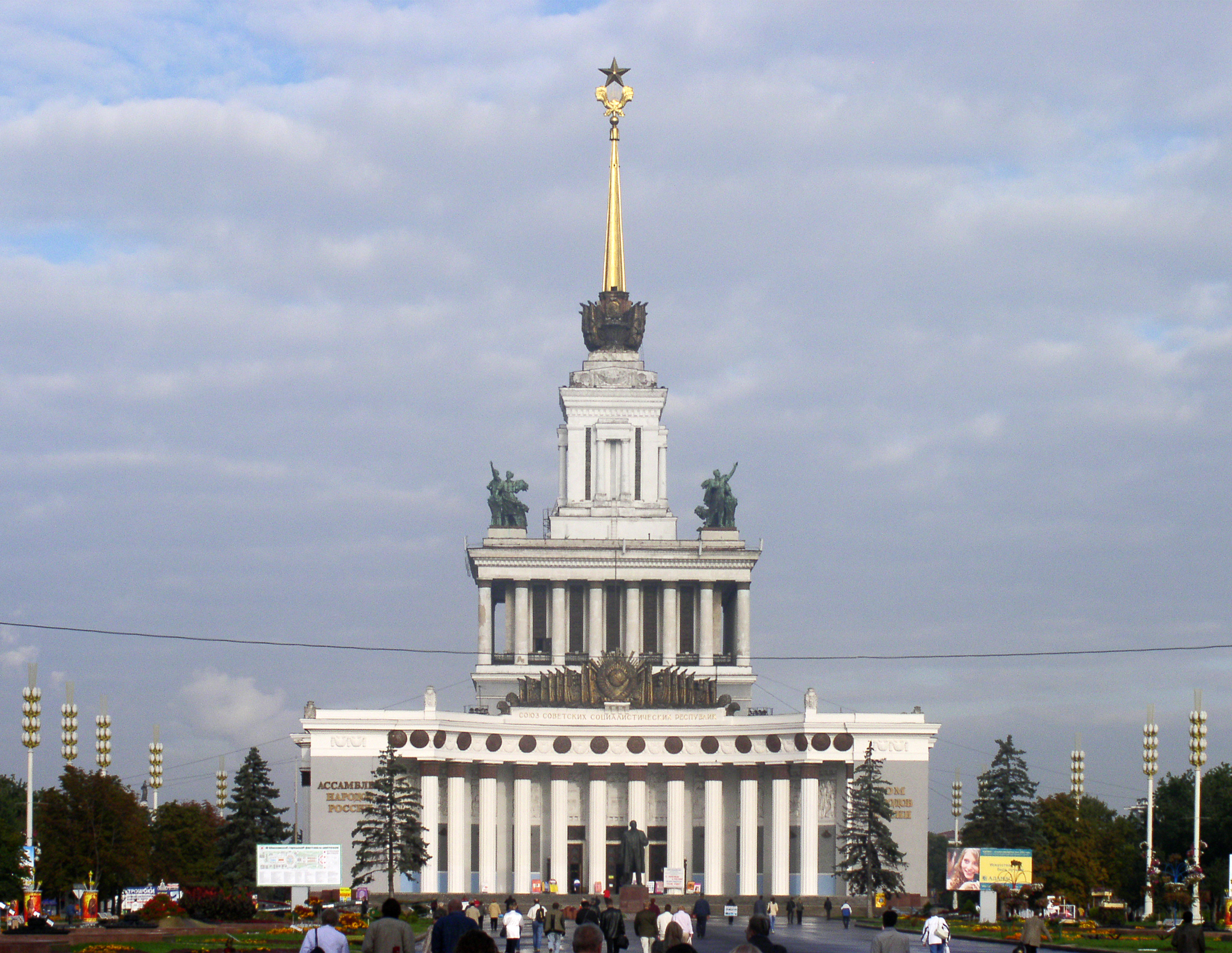
Centre d'Exhibicions de Totes les Rússies a Moscou.

Conjuntament amb l'estic d'arquitectura clàssica soviètica, el Realisme Socialista va ser el tipus d'art oficialment aprovat a la Unió Soviètica durant gairebé seixanta anys. Tots els materials i mitjans de producció pertanyien a la comunitat com a ens, i això incloïa els mitjans de producció artística, els quals eren percebuts com unes poderoses eines de propaganda. Durant la Revolució d'Octubre de 1917, els bolxevics establiren una institució anomenada Proletkult (Organització Proletària Cultural i d'Il·luminació), que cercava posar totes les arts al servei de la dictadura del proletariat.
Durant els primers anys de la Unió Soviètica, els artistes soviètics abraçaven una ample varietat de formes artístiques sota els auspicis del Proletkult. Les polítiques revolucionàries i les formes artístiques radicals no tradicionals eren vistes com a complementàries. En termes artístics florí el constructivimes. En la poesia, es lloaven sovint els estils no-tradicionals i avantguardistes.
Això, però, no va ser acceptat per alguns membres del Partit Comunista, que no apreciaven els estils moderns com l'impressionisme o el cubisme, car aquests moviments eren previs a la Revolució i sovint se'ls associava a l'art decadent burgès. El realisme socialista era, en certa manera, una reacció contra l'adopció d'aquests estils decadents. Es creia que les fores d'art no-representatiu no serien compreses pel proletariat i no serien per tant útils a l'estat per a la propaganda. El mateix Lenin es lamentà pel rebuig de la bellesa car era vella, i descrivia explícitament l'art com una necessitat de recórrer en el seu pròpia patrimoni: la cultura proletària ha de ser el desenvolupament lògic del magatzem del coneixement acumulat sota el jou de la societat capitalista, terratinent i burocràtica. Els estils d'art moderns semblava que rebutjaven prosseguir amb aquest patrimoni, a més que topava amb la llarga tradició realista russa i la representació de la complexitat de l'art.
El realisme socialista esdevingué política estatal el 1932 quan el premier soviètic Ióssif Stalin promulgà el decret "Sobre la reconstrucció de les Organitzacions Literàries i Artístiques". Així doncs, el 1932 s'establiren els Sindicat d'Artistes de Leningrad i de Moscou, que portà la història de l'art post-revolucionari a la seva fi, començant així l'època de l'art soviètic. A Leningrad, el conegut artista i professor Kuzma Petrov-Vodkin va ser elegit com a primer president del Sindicat d'Artistes. Aquesta tria va fer caure la fundació del darrer desenvolupament del Sindicat d'Artistes i Acadèmia Artística de Leningrad com a cos creatiu unificat.
La primera exposició organitzada pel Sindicat d'Artistes de Leningrad va tenir lloc el 1935. Els seus participants, entre els quals hi havia Piotr Butxkin, Rudolf Frentz, Alexander Samokhvalov, Issaak Brodski, Kuzma Petrov-Vodkin, Kazimir Malevitx, Nikolai Dormidontov i Mikhaïl Avilov, esdevingueren els pares fundadors de l'Escola de Leningrad, mentre que els seus treballs formaven un dels seus patrimonis més rics i les bases de les majors col·leccions dels majors museus de pintura soviètics de les dècades de 1930 i 1950.
El 1932, l'Institut de les Arts Visuals del Proletariat de Leningrad va ser transformat en l'Institut de Pintura, Escultura i Arquitectura, batejat Ilïa Repin el 1944. El període de 15 anys de reforma constant del major institut d'art del país arribà al seu final. Així doncs, elements bàsics de l'Escola de Leningrad, nominalment un institut superior d'educació artística d'un nou tipus i un sindicat unificat professional de Leningrad, va ser creat a finals de 1932. el 1934, Issaak Brodski, deixeble d'Ilïia Repin va ser nomenat director de l'Acadèmia Nacional d'Arts i de l'Institut de Pintura, Escultura i Arquitectura de Leningrad. Brodski convidà a distingits pintors i pedagogs a ensenyar-hi, entre ells Konstantí Iuon, Pavel Naumov, Boris Ioganson, Semió Abugov, Pavel Ixillingovski, Dmitri Kardovski, Alexander Osmerkin, Nikolai Radlov, Ievgeni Lansere, Alexander Lubimov, Rudolf Frentz, Nikolai Petrov, Victor Sinaiski, Vasili Ixukhaev, Dmitri Kiplik, Nikolai Punin, Vasili Mexkov, Mikhaïl Bernshtein, Efim Txeptsov, Ivan Bilibin, Matvei Manizer, Piotr Butxkin, Anna Ostroumova-Lebedeva, Alexandr Karev, Leonid Ovsiannikov, Sergei Priselkov, Ivan Stepaxkin, Konstantí Rudakov i d'altres.
Totes les exhibicions d'art d'entre 1935 i 1940 desaprovaven les demandes que la vida artística del període estava supeditava a la ideologia i que els artistes havien de sotmetre's al que llavors s'anomenava "ordre social". Un gran nombre de paisatges, retrats i pintures costumbristes exhibits en aquella època perseguien simplement propòsits tècnics, lliures per tant de qualsevol ideologia. El gènere pictòric també s'apropava de manera semblant.
Durant el període de postguerra, entre mitjans de les dècades de 1950 i 1960, l'Escola de Pintura de Leningrad s'apropava al seu vèrtex. Les noves generacions d'artistes que s'havien graduat de l'Acadèmia (Institut d'Arts Repin) d'entre 1930 i 1950 estaven al seu millor moment. Eren ràpids presentant el seu art, i esforçant-se en l'experimentació i estaven desitjosos a apropiar-se del que fos per aprendre'n més. El seu moment i els seus contemporanis, amb totes les seves idees, imatges i disposicions trobà la seva plena expressió en els retrats fets per Lev Rússov, Victor Orexhnikov, Boris Korneev, Oleg Lomakin, Semió Rotnitski, Vladimir Gorb, Samuil Nevelxtein, Engels Kozlov, els paisatges de Nikolai Timkov, Vladimir Ovxinnikov, Serguei Osipov, Alexander Semionov, Arseni Semionov, Vasili Golubev, Nikolai Galakhov o Dmitri Maevski, els quadres costumbristes de Nikolai Pozdneev, Iuri Neprintsev, Ievsei Moiseenko, Andrei Milnikov, Nina Veselova, Mikhaïl Trufanov, Iuri Tulin, Mikhaïl Natarevitx, etcètera.
El 1957 va tenir lloc el primer Congrés d'Artistes Soviètics, celebrat a Moscou. El 1960 s'organitzà el Sindicat d'Artistes. Tots aquests successos van influenciar la vida artística a Moscou, Leningrad i a les províncies. L'àmbit de l'experimentació s'amplià, en particular, en la forma i el llenguatge plàstic. Les imatges de joves i estudiants, els pobles i ciutats que canviaven a tota velocitat, les terres verges que es cultivaven, els grandiosos plans de construcció que s'estaven realitant a Sibèria i a la regió del Volga, els grans èxits de la ciència i la tecnologia soviètiques esdevingueren els tòpics de la nova pintura. Els Herois del moment (joves científics, treballadors, metges, enginyers civils, van ser fets els herois més populars de la pintura.
En aquest període, la vida donà un munt de temes apassionants als artistes, amb munts d'imatges de tòpics repetits i de figures i imatges positives. El llegat dels grans artistes i dels moviments artístics esdevingué disponible de nou per a la discussió pública i el seu estudi. Això amplià enormement l'enteniment de l'art realista i amplià les seves possibilitats. Era la renovació repetida de la concepció del realisme que havia estat l'estil dominant de l'art rus durant tota la seva història. La tradició realista va fer pujar les moltes branques de la pintura contemporània], incloent pintura de la naturalesa, l'estil "sever" i l'art decoratiu. Tot i això, moviments com l'impressionisme, el postimpressionisme, el cubisme i l'expressionisme van tenir fervents seguidors i intèrprets.
El Sindicat d'Escriptors de la Unió Soviètica es fundà per tal de controlar el treball dels autors, i la nova política va quedar segellada al Congrés d'Escriptors Socialistes de 1934. Aquesta política s'aplicà inmisericòrdiament en totes les esferes de la producció artístiques. Els artistes que se'n sortien de la línia oficials eren severament reprimits. Les formes i els continguts van quedar molt limitats, amb l'art expressionista, surrealista, abstracte, religiós i eròtic sent prohibits. Els experiments formals, incloent els diàlegs interns, el flux de consciència, l'absurd, l'associació de forma lliure i tallades també van ser prohibits. Tot això va ser per considerar-se com "decadent", inintel·ligible per al proletariat o contrarevolucionari.
En resposta al Congrés Rus de 1934, els escriptors més importants de l'esquerra estatunidenca es reuniren en el Primer Congrés d'Escriptors Americans del 26 i 27 d'abril de 1925 a Chicago, i la trobada va rebre el suport de Stalin. Waldo David Frank va ser el primer president de la Lliga d'Escriptors Americans, que va rebre el suport del Partit Comunista dels Estats Units. Alguns novel·listes van resistir-se al control, i la Lliga va dissoldre's després de la invasió de la Unió Soviètica per les forces alemanyes.
Les restriccions van relaxar-se després de la mort de Stalin el 1954, però l'Estat va seguir vigilant l'expressió artística. Això causà que molts artistes haguessin d'emprendre el camí de l'exili, com per exemple el Grup d'Odessa, originari d'aquella ciutat. Els artistes independents que seguiren a la Unió Soviètica continuaren sentint l'hostilitat de l'estat: per exemple, el 1974, una mostra d'art no oficial realitzada prop de Moscou va ser atacada, amb les obres destruïdes mitjançant canons d'aigua i buldòzers. Les polítiques de la glàsnost i de la perestroika impulsades per Mikhaïl Gorbatxov durant la dècada de 1980 facilitaren l'augment de l'interès en els estils alternatius d'art, però el realisme socialista continuà com l'estil oficial de l'estat fins al 1991. No va ser fins a la dissolució de la Unió Soviètica en què els artistes pogueren treballar sense censures.

## En altres estats socialistes

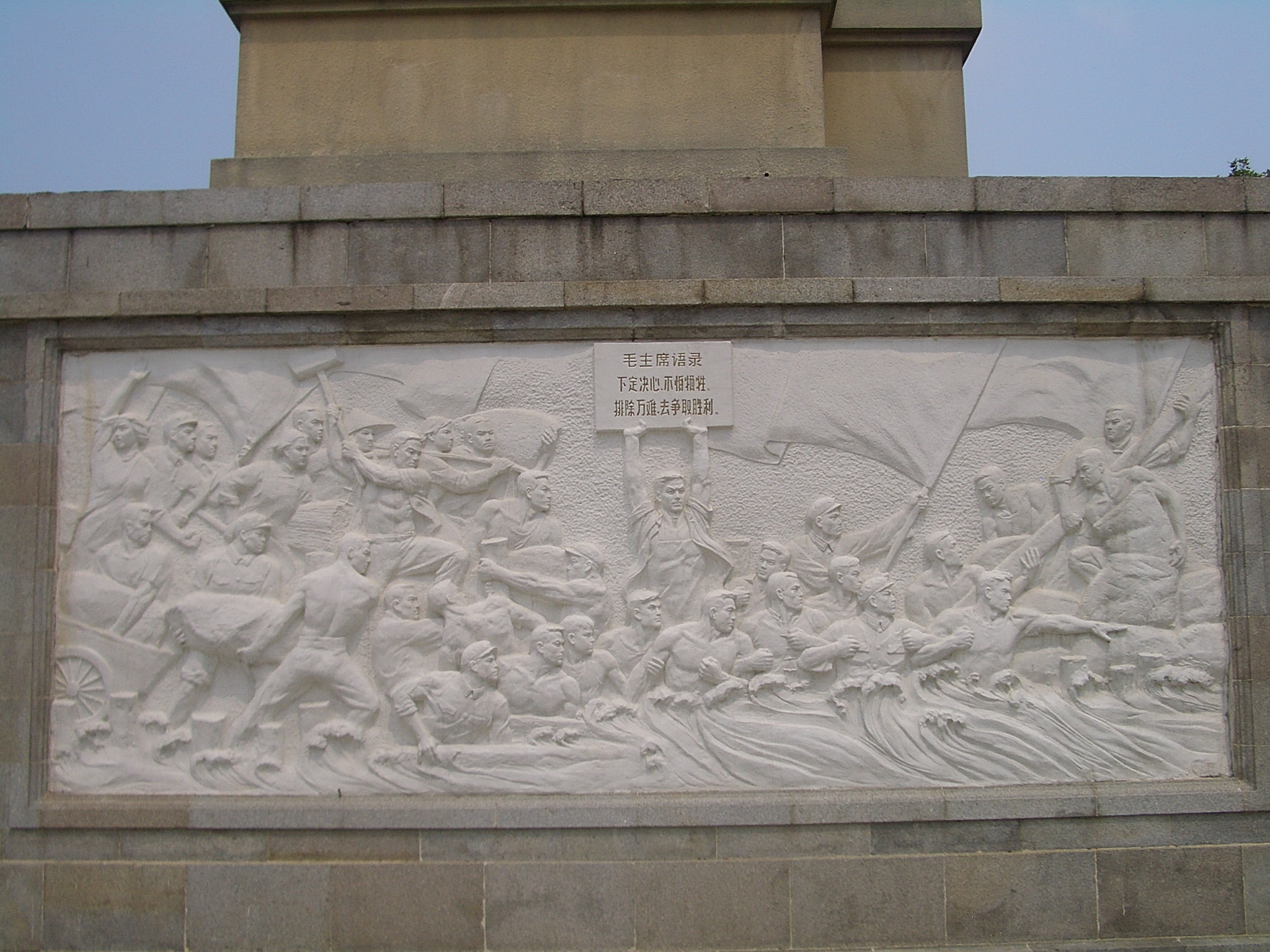
El poble de Wuhan lluitant contra la inundació de 1954, com es descriu al monument erigit al 1969.

Després de la Revolució Russa, el realisme socialista esdevingué un moviment literari internacional. Les tendències socialistes en la literatura s'establiren a la dècada de 1920 a Alemanya, França, Txecoslovàquia i Polònia. Entre els escriptors que ajudaren a desenvolupar aquest moviment a l'oest estan Louis Aragon, Johannes Becher, Jaroslav Hašek i Pablo Neruda.
La doctrina del realisme socialista en altres repúbliques populars va ser legalment reforçat entre 1949 i 1956. Abraçà tots els dominis de les arts literàries i visuals, aconseguint les seves fites més espectaculars en el camp de l'arquitectura, considerada com una peça clau en la creació d'un nou ordre social, destinada a difondre la doctrina comunista influint en la consciència dels ciutadans així com en la seva manera de viure. Durant aquesta gran empresa, els arquitectes van deixar de ser mers enginyers que creaven carrers i edificis per passar a ser enginyers de l'ànima humana. El tema general, més enllà de la simple estètica d'un disseny urbà, era expressar grandioses idees i fer créixer els sentiments d'estabilitat, persistència i poder polític.
Actualment, els únics països que encara segueixen aquests principis estètics són Corea del Nord, Laos i, per extensió, Vietnam. Ocasionalment, la República Popular Xina retorna al realisme socialista per a propòsits específics, com els pòsters idealitzats de propaganda per promoure el programa espacial xinès. El realisme socialista va tenir poc impacte al món no-comunista, on era majoritàriament vist com un mitjà totalitari per imposar el control estatal sobre els artistes.
La República Federal Socialista de Iugoslàvia va ser una notable excepció entre els països comunistes, car després del Trencament Tito-Stalin de 1948, abandonà el realisme socialista entre altres elements prèviament importats del sistema soviètic i permeté una major llibertat artística. Miroslav Krleža, un dels principals intel·lectuals iugoslaus, pronuncià un discurs al Tercer Congrés d'Escriptors de l'Aliança de Iugoslàvia, celebrat a Ljubljana el 1952, el qual és considerat com un punt d'inflexió de la denúncia iugoslava del dogmatisme del realisme socialista.
A causa de la seva naturalesa controvertida, el realisme socialista pot considerar-se com tabú als països occidentals. Per exemple, el 2007, l'escultor xinès Lei Yixin va ser escollit per realitzar el Memorial Nacional Martin Luther King Jr.; però com que Lei havia realitzat diversos treballs de realisme socialista a la Xina (diverses estàtues de Mao Zedong), la seva selecció va ser àmpliament criticada als Estats Units, fins que el 2008 s'acabà desestimant el disseny de Lei per al memorial del Doctor King. En una carta de data 28 d'abril, la comissió va afirmar que la presentació de Yixin era una expressió inapropiada del Dr. King i que el model de Yixin recordava un gènere d'escultura política que recentment havia estat destruït a altres països, senyalant la retirada de diverses estàtues d'estil realista socialista durant i després el col·lapse de la Unió Soviètica.

## Conseqüències
Els rígids preceptes del realisme socialista van obstaculitzar enormement la llibertat dels artistes soviètics. Molts artistes i autors van veure la seva obra censurada, ignorada o rebutjada. Mikhaïl Bulgàkov, per exemple, va veure's obligat a escriure en secret la seva obra mestre, L'Amo i Margarida, malgrat èxits anteriors com Guàrdia Blanca. El 1936, Dmitri Xostakòvitx va ser directament condemnat per la seva òpera Lady Macbeth de Mtsensk en un article publicat al Pravda titulat Garbuix en lloc de música, i poc després canvià a un estil més conservador (s'arribà a comentar que aquell article havia estat escrit personalment pel mateix Stalin). Serguei Prokófiev també trobà que el seu llenguatge musical tenia cada cop més restriccions durant els anys posteriors al seu retorn a la Unió Soviètica el 1935, especialment després de l'onada provocada pel Decret Jdànov de 1948, encara que continuà component fins al final, cinc anys després. Alexandr Mosolov va ser expulsat del Sindicat de Compositors Soviètics el 1936 i empresonat a un gulag un any després per compondre música formalista, i va ser rehabilitat després que les seves composicions posteriors ja no mostraren restes del seu individualisme anterior.
La doctrina política darrere del realisme socialista també conté la censura generalitzada de les societats comunistes. Més enllà de les consideracions polítiques que provocà que obres com les de George Orwell fossin prohibides, l'accés a la literatura i l'art estranger també va quedar restringit basant-se en raons estètiques. L'art burgès i totes les formes d'experimentalisme i formalisme van ser denunciades com a decadents, degenerades i pessimistes, així com anticomunistes en principi. L'obra de James Joyce va ser durament condemnada en particular. L'efecte va ser que fins a la dècada de 1980 el públic dels països comunistes no va tenir un accés lliure a moltes obres occidentals, i molts s'uniren als observadors occidentals que denunciaven el realisme socialista com a mera propaganda.

## Exemples

### Pintura

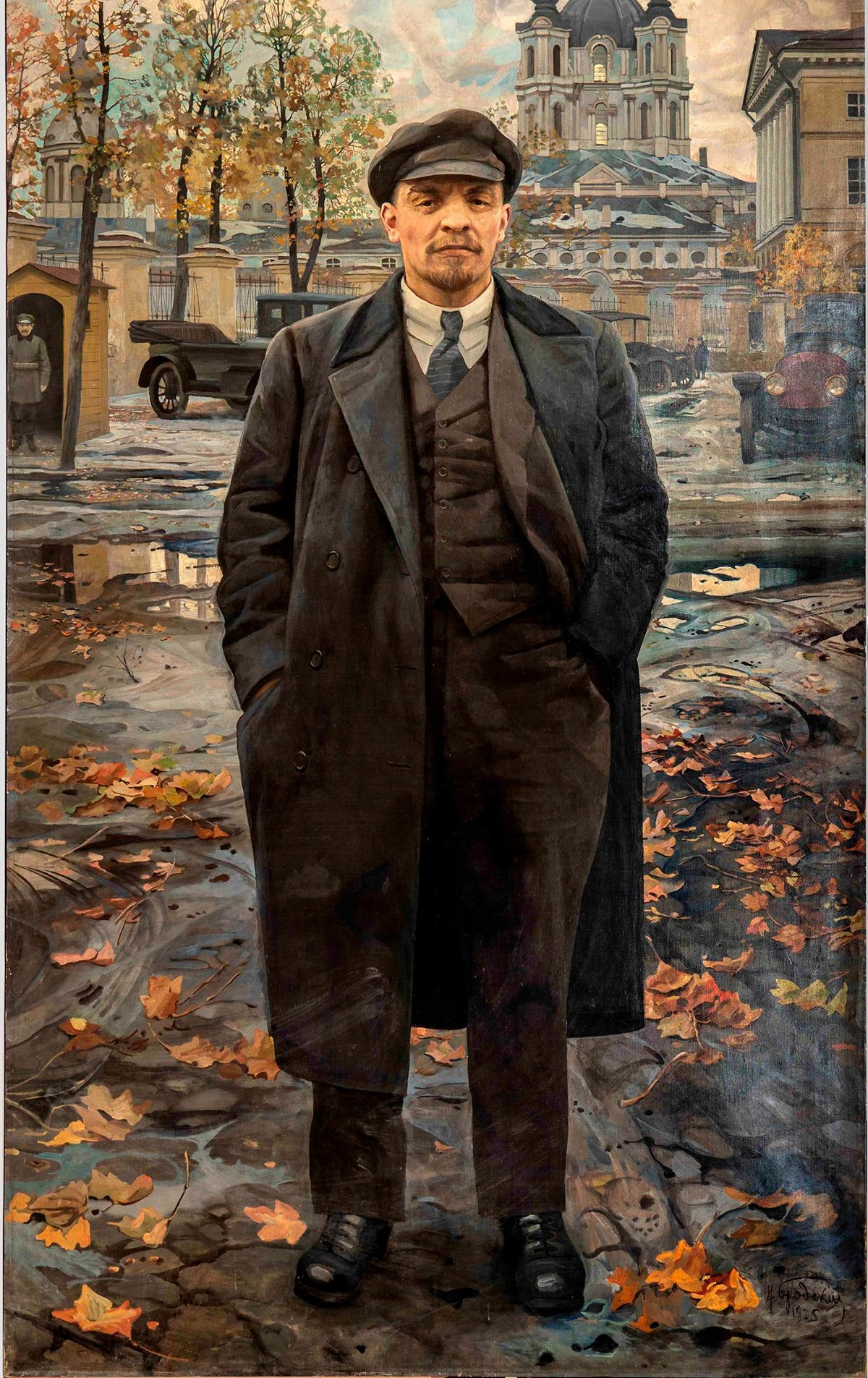
I. Brodski. Vladimir Ilitx Lenin.

### Escultura

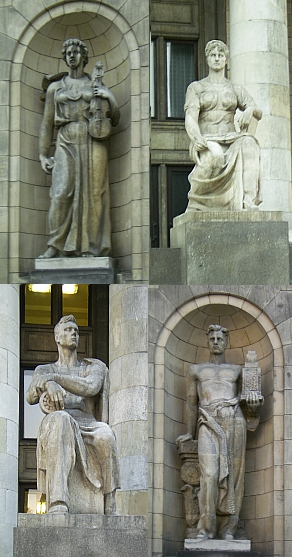
Al·legories que envolten el Palau de Cultura i Ciència de Varsòvia
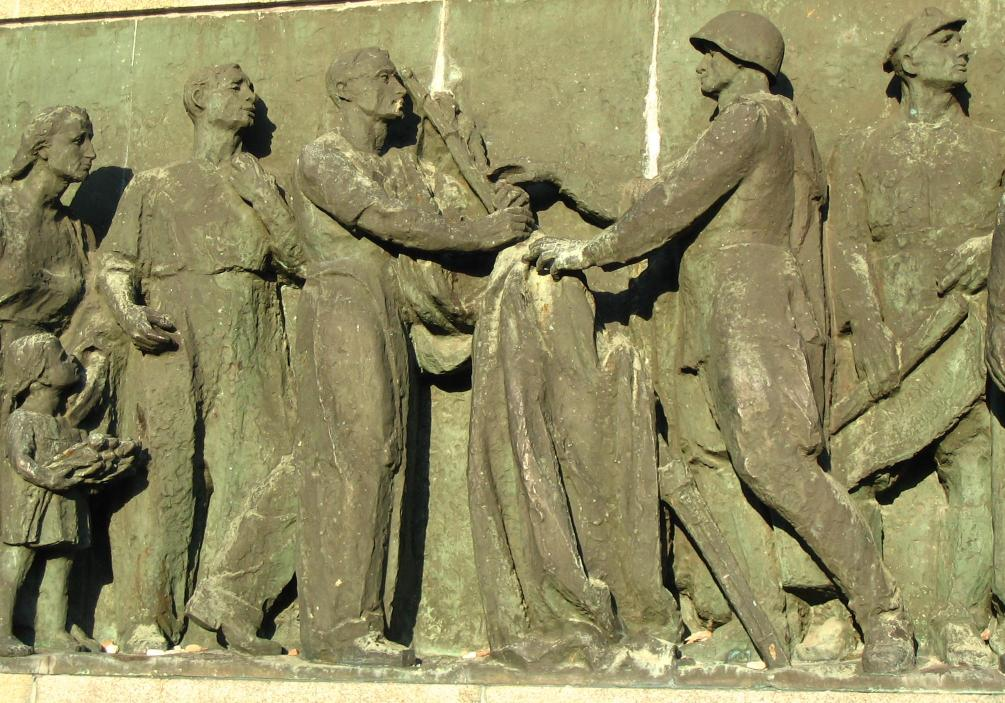
Relleu del cementiri militar soviètic de Varsòvia que mostra treballadors vitorejant als soldats.
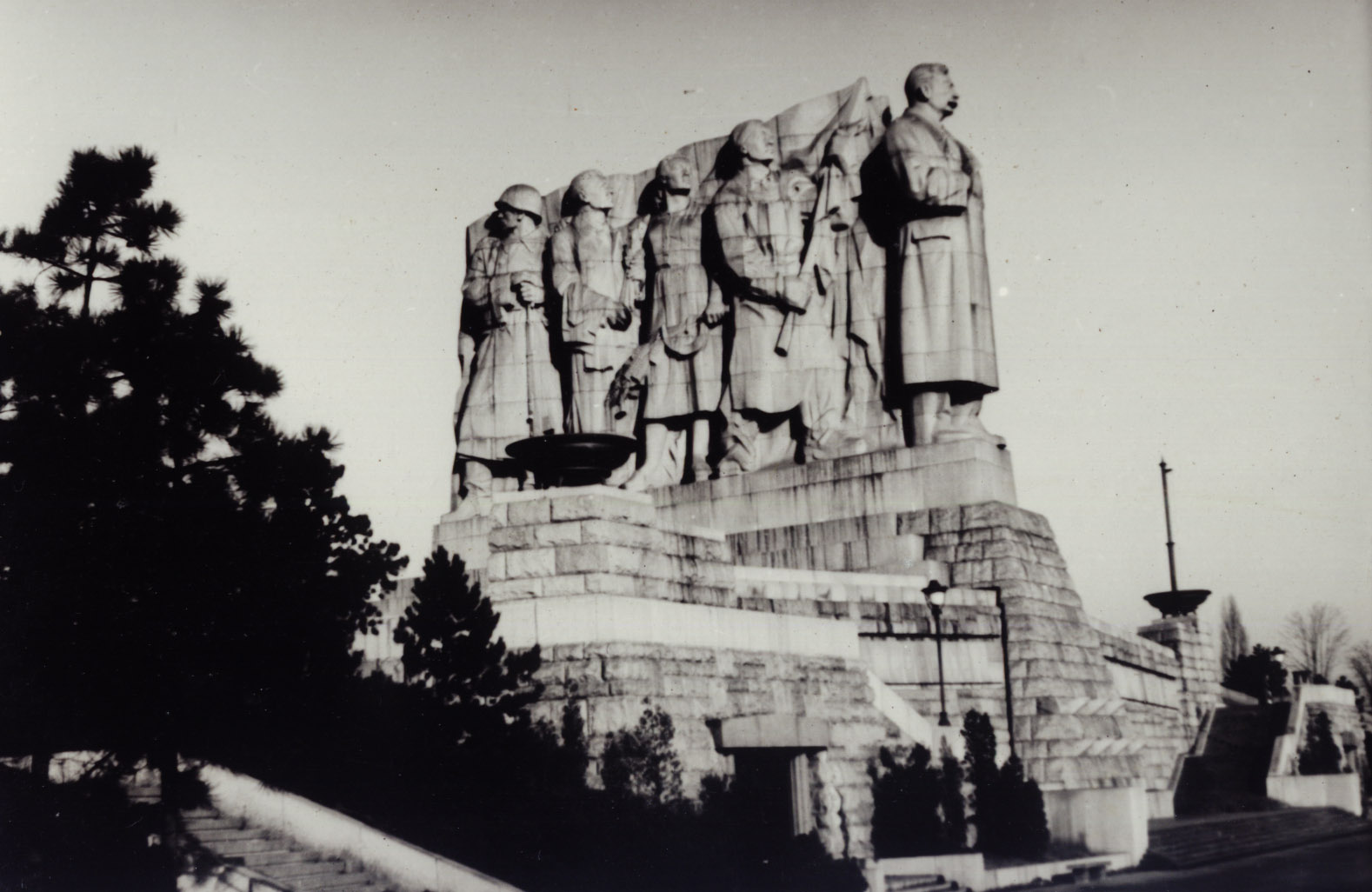
Monument a Stalin a Praga (1955–1962)
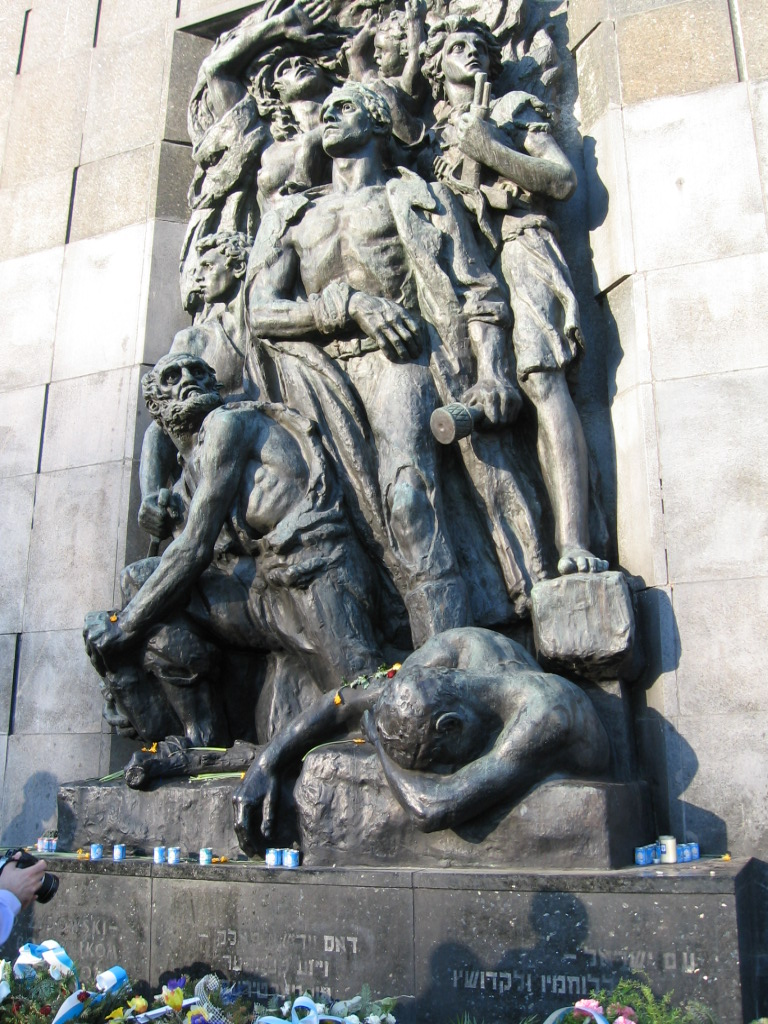
Memorial de l'Alçament del Ghetto de Varsòvia
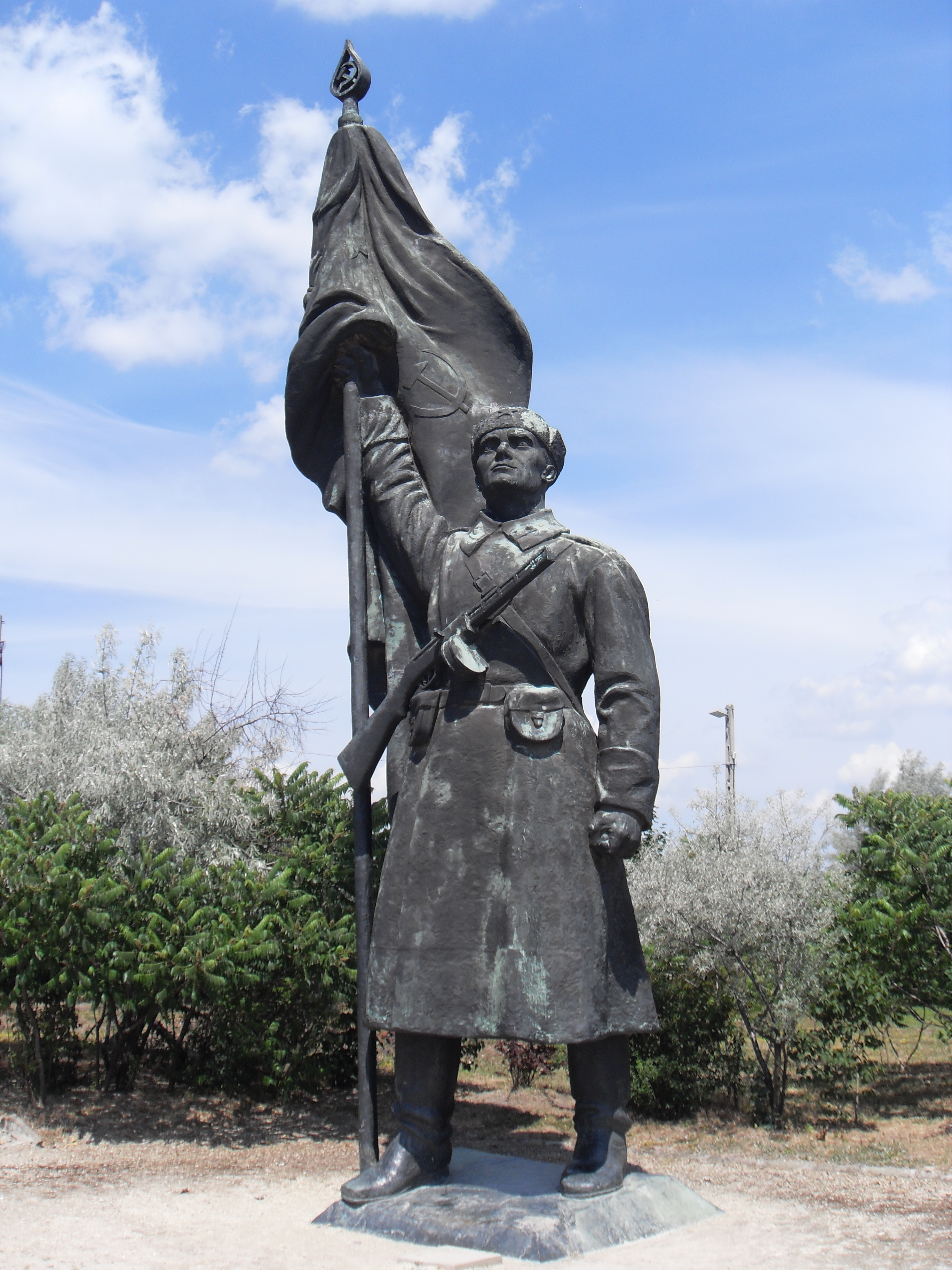
Soldat de l'Exèrcit Roig. Parc Memento, Budapest
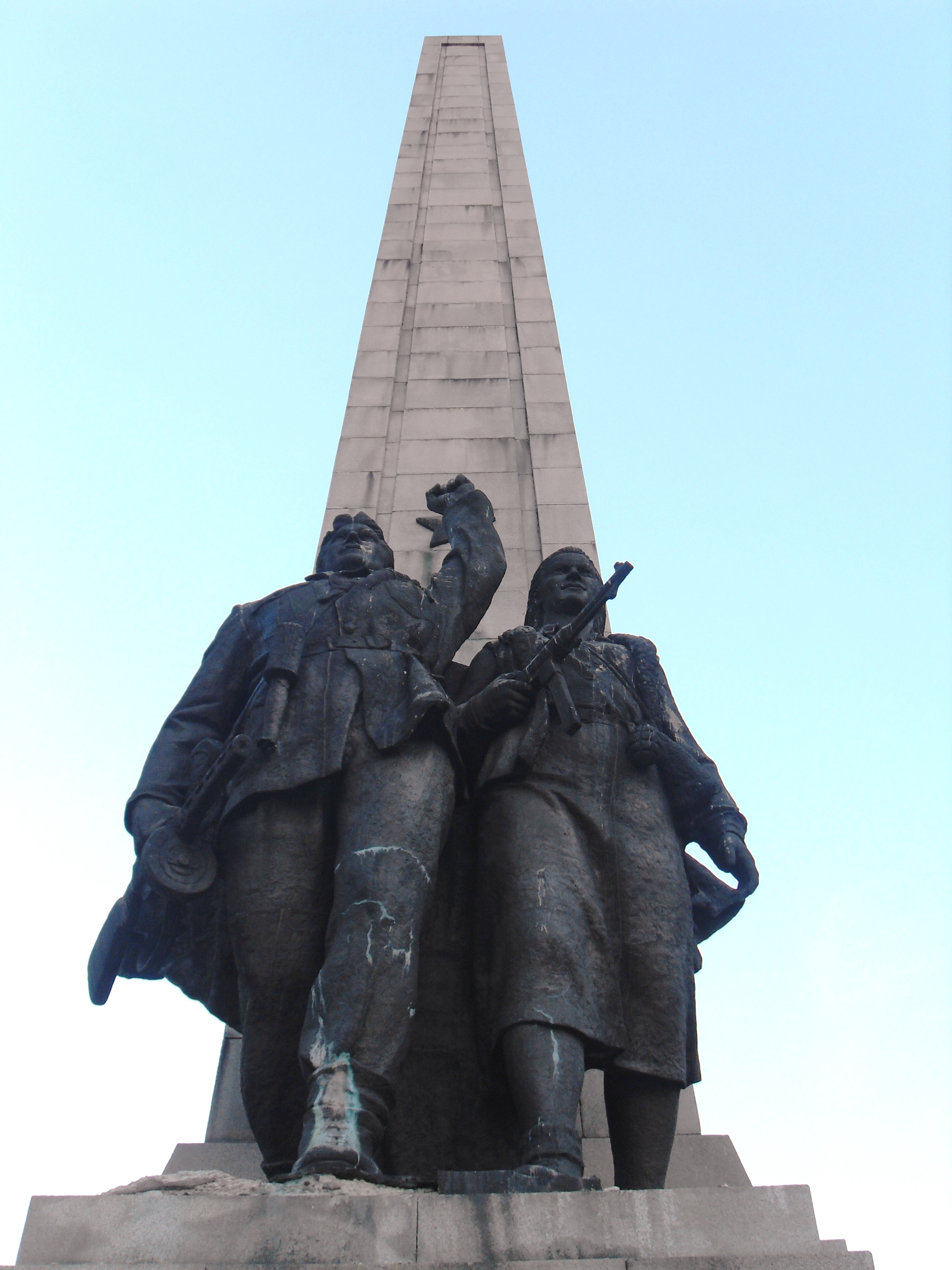
Monument La fossa de la germanor (Bratska mogila), Sofia